# Świątki (powiat myśliborski)
Świątki (niem. Tempelhoff) – wieś sołecka w Polsce położona w województwie zachodniopomorskim, w powiecie myśliborskim, w gminie Nowogródek Pomorski.
W 2011 r. wieś liczyła 163 mieszkańców.
W latach 1975–1998 miejscowość położona była w województwie gorzowskim.